# Prototethys
Prototethys (či Proto-Tethys, doslova "prvotní Tethys") byl dávný oceán, který existoval v době končícího prekambria a následně až po období karbonu v pozdějším období prvohorní éry. Jeho existenci tedy můžeme datovat asi mezi 550 a 330 miliony let před současností. Jeho název pramení z faktu, že jde o jakéhosi předchůdce pozdějšího praoceánu Tethys. Proto-tethys vznikl po rozpadu superkontinentu Pannotie a po většinu doby jej ze severu obklopoval další velký praoceán Panthalassa. Oceán zanikl v období karbonu poté, kdy kraton Severní Číny narazil do tektonické desky s kontinentem Sibérie-Kazachstánie.